# 矢崎町
矢崎町（やざきちょう）は、東京都府中市の地名。
現行行政地名は、矢崎町一丁目から矢崎町五丁目。郵便番号は183-0025。

## 地理
府中市の南に位置する。

東から時計回りで、府中市是政、府中市南町、 府中市本町、府中市日吉町、に隣接する。
街区南側境界に多摩川が存在する。

### 河川
- 多摩川

## 交通

### 鉄道
| 隣接する街区の駅                                                         |
| ------------------------------------------------------------------------ |
| 南武線 武蔵野線 - 府中本町駅(JN 20) (JM 35) 西武多摩川線 - 是政駅(SW 06) |

### バス
- 京王電鉄バス府中営業所

### 道路
- 中央自動車道
- 神奈川県道・東京都道9号川崎府中線

## 施設

### 矢崎町四丁目
- 五藤光学研究所本社
- 府中市立矢崎小学校

### 矢崎町五丁目
- 郷土の森総合体育館（市立総合体育館）
- 郷土の森総合プール（市民総合プール）